# Vers-sur-Selle
Vers-sur-Selle is een gemeente in het Franse departement Somme (regio Hauts-de-France) en telt 768 inwoners (1999). De plaats maakt deel uit van het arrondissement Amiens.

## Geografie
De oppervlakte van Vers-sur-Selle bedraagt 11,2 km², de bevolkingsdichtheid is 68,6 inwoners per km².
De onderstaande kaart toont de ligging van Vers-sur-Selle met de belangrijkste infrastructuur en aangrenzende gemeenten.

## Demografie
Onderstaande figuur toont het verloop van het inwonertal (bron: INSEE-tellingen).

1. ↑  Populations de référence 2022.